# Stora Suren
Stora Suren är en sjö i Gagnefs kommun i Dalarna och ingår i Dalälvens huvudavrinningsområde. Sjön har en area på 0,156 kvadratkilometer och ligger 255,1 meter över havet. Sjön avvattnas av vattendraget Surensån.

## Delavrinningsområde
Stora Suren ingår i det delavrinningsområde (672225-146460) som SMHI kallar för Namn saknas. Medelhöjden är 280 meter över havet och ytan är 10,34 kvadratkilometer. Det finns inga avrinningsområden uppströms utan avrinningsområdet är högsta punkten. Surensån som avvattnar avrinningsområdet har biflödesordning 2, vilket innebär att vattnet flödar genom totalt 2 vattendrag innan det når havet efter 242 kilometer. Avrinningsområdet består mestadels av skog (89 procent). Avrinningsområdet har 0,16 kvadratkilometer vattenytor vilket ger det en sjöprocent på 1,5 procent.